# Aston Hall
Aston Hall  est un manoir de style jacobin, monument devenu municipal, situé à Aston (en), Birmingham, Royaume-Uni. Washington Irving l'a employé comme modèle pour Bracebridge Hall pour ses histoires dans son livre The Sketch Book of Geoffrey Crayon (Le Livre d’esquisses en français)

## Histoire
La construction débute en avril 1618 et Sir Thomas Holte s'installe dans le manoir en 1631. La construction est achevée en avril 1635. Elle est conçue par John Thorpe. Ce manoir est classé aux monuments historique Anglais.
La maison est sévèrement endommagée après une attaque par les troupes parlementaires en 1643 ; certains des dommages sont encore visibles. Il y a un trou dans l'escalier où un boulet de canon est passé à travers une fenêtre et une porte ouverte pour finir dans la rampe d'escalier.

## Utilisation actuelle
Aston Hall est maintenant un musée de la communauté géré par le conseil municipal de Birmingham et ouvert au public pendant les mois d'été, depuis la rénovation effectuée en 2008-09. Il est constitué d'une série de salles d’époques qui possèdent des meubles anciens, des peintures, des textiles et des piéces de métal ouvrées des collections du Birmingham Museum and Art Gallery.